# Idiostoloidea
Idiostoloidea  (лат.) — надсемейство полужесткокрылых из подотряда клопов. Представители встречаются только в Южном полушарии.

## Систематика
Очень немногочисленное надсемейство полужесткокрылых.
- Henicocoridae — включает только Henicocoris monteithi, который является эндемиком Австралии
- Idiostolidae — 4 вида в трёх родах. Встречаются в Чили, Аргентине и Австралии